# Мінерал-Блафф (Джорджія)
Мінерал-Блафф (англ. Mineral Bluff) — переписна місцевість (CDP) в США, в окрузі Феннін штату Джорджія. Населення — 223 особи (2020).

## Географія
Мінерал-Блафф розташований за координатами 34°54′51″ пн. ш. 84°16′39″ зх. д. / 34.91417° пн. ш. 84.27750° зх. д. (34.914151, -84.277608).  За даними Бюро перепису населення США в 2010 році переписна місцевість мала площу 3,57 км², з яких 3,56 км² — суходіл та 0,01 км² — водойми.

## Демографія
Згідно з переписом 2010 року, у переписній місцевості мешкало 150 осіб у 75 домогосподарствах у складі 45 родин. Густота населення становила 42 особи/км².  Було 126 помешкань (35/км²).
Расовий склад населення:
| - 98,7 % — білих - 0,7 % — азіатів |

До двох чи більше рас належало 0,7 %. Частка іспаномовних становила 0,0 % від усіх жителів.
За віковим діапазоном населення розподілялося таким чином: 18,7 % — особи молодші 18 років, 58,0 % — особи у віці 18—64 років, 23,3 % — особи у віці 65 років та старші. Медіана віку мешканця становила 50,0 року. На 100 осіб жіночої статі у переписній місцевості припадало 100,0 чоловіків;  на 100 жінок у віці від 18 років та старших — 96,8 чоловіків також старших 18 років.
За межею бідності перебувало 25,0 % осіб, у тому числі 100,0 % дітей у віці до 18 років та 0,0 % осіб у віці 65 років та старших.
Цивільне працевлаштоване населення становило 63 особи. Основні галузі зайнятості: науковці, спеціалісти, менеджери — 36,5 %, виробництво — 14,3 %, освіта, охорона здоров'я та соціальна допомога — 14,3 %.